# Самотино
Самотино е село в Североизточна България, област Варна, община Бяла. Старото му име е Абди кьой (превод от османски турски език - подчинено село).

## География
Село Самотино е труднодостъпно селище, заобиколено от гори. До него се стига само по черен път от Горица, Бяла, Старо Оряхово или Шкорпиловци.
Към 1 септември 2017 г. в селото живеят двама души Васил Полихронов Василев (65 г.) и съпругата му от полски произход Данута Катарджина Василева (63 г.). Занимават се със земеделие и животновъдство.

## История
Селото е заселено с черкези през 1864 г. Водачът на групата, която идва от Кавказ, се е казвал Абдула и оттам старото име на селището е било Абди кьой. След 1878 г. черкезите напускат селището.

## Население
Численост на населението според преброяванията през годините:
| \| Година на преброяване \| Численост \| \| --------------------- \| --------- \| \| 1934 \| 164 \| \| 1946 \| 161 \| \| 1956 \| 124 \| \| 1965 \| 97 \| \| 1975 \| 7 \| \| 1985 \| 5 \| \| 1992 \| 1 \| \| 2001 \| 3 \| \| 2011 \| 2 \| \| 2021 \| 1 \| |           |
| Година на преброяване | Численост |
| 1934 | 164       |
| 1946 | 161       |
| 1956 | 124       |
| 1965 | 97        |
| 1975 | 7         |
| 1985 | 5         |
| 1992 | 1         |
| 2001 | 3         |
| 2011 | 2         |
| 2021 | 1         |

### Етнически състав

#### Преброяване на населението през 2011 г.
Численост и дял на етническите групи според преброяването на населението през 2011 г.:
|                     | Численост | Дял (в %) |
| Общо                | 2         | 100.00    |
| Българи             | ?         | ?         |
| Турци               | ?         | ?         |
| Цигани              | ?         | ?         |
| Други               | ?         | ?         |
| Не се самоопределят | ?         | ?         |
| Неотговорили        | –         | –         |

## Културни и природни забележителности
На запад от селото е разположена късноантична и средновековна крепост.